# 지영희
지영희(池瑛熙, 1909년 8월 14일 ~ 1980년)는 대한민국의 전통음악가로 해금산조와 피리 시나위의 명인이다. 본명은 지천만(池千萬), 본관은 충주(忠州)이다.

## 생애
경기도 평택에서 태어나 경기 민속음악 및 무속음악, 무용 등을 폭넓게 익힌 후 1930년대 중반부터 서울에서 활동하기 시작하였다.
1937년 조선음악연구소에 입소하여 악사가 되었고, 1938년에는 한성준무용단(韓成俊舞踊團)의 반주악사로 활약하였으며, 1946년에는 서울중앙방송국 전속국악사가 되었다.
1960년대부터는 국악예술학교의 설립에 동참하여 후진을 양성하였고, 1966년에는 서울시립국악관현악단을 창설하여 초대상임지휘자로 취임하였다.
1973년 중요무형문화재 제52호 시나위의 예능보유자로 지정되었고, 1975년 해외이민으로 보유자 인정이 해제되었다.
해금과 피리 시나위를 바탕으로 해금산조와 피리산조를 완성하면서 산조의 대가로 이름을 날렸다.

## 가족
부인은 중요무형문화재 23호인 가야금산조 및 병창의 예능보유자로 지정받은 성금연(成錦鳶)이다. 자녀로는 지수남, 지수복, 지성자, 지미자, 지순자, 지윤자, 지명자, 지재현이있다. 손자 강봉천이 국악 작곡으로 활약을 하고 지성자의 딸 김귀자, 지순자의 딸 최희연 등이 대를 잇고 있다. 지윤자의 자녀들인 이철희, 이상윤도 미국에서 활동 중이다